# Олейник, Пётр Александрович
Пётр Александрович Олейник — сотрудник советских органов охраны правопорядка, заместитель министра внутренних дел СССР, генерал-полковник внутренней службы.

## Биография
Родился 3 марта 1921 года в Лебедине в семье рабочего.
С 22 июня 1941 года в составе 3-го (контрразведки) отделения 712 СП 13 армии, с мая 1942 года работал в особом отделе 7 ударной авиагруппы Ставки Верховного Главнокомандования.  Участвовал в боях по окружению Сталинградской группировки немецко- фашистских войск в составе 5  авиационной дивизии. Награжден орденом Красной звезды.
Член ВКП(б). Окончил Харьковский юридический институт, кандидат юридических наук. В органах внутренних дел с 1950-х. Начальник УВД-УООП Днепропетровского облисполкома с 1 ноября 1959 по июль 1968. Заместитель министра охраны общественного порядка – внутренних дел Украинской ССР с июля 1968 до ноября 1978. Заместитель министра внутренних дел СССР с ноября 1978 по 1983/1984.
В 1978 году заместитель министра внутренних дел СССР генерал-лейтенант Викторов Борис Алексеевич вышел в отставку и на эту вакантную должность был назначен генерал-лейтенант милиции Олейник Петр Александрович, занимавший до этого пост первого заместителя министра внутренних дел Украинской ССР. Порученную серьезную и ответственную работу заслуженно возглавил ветеран Великой Отечественной войны, обладавший огромным боевым и правоохранительным опытом, высокой волевой закалкой, развитым чувством долга и самоотверженным служением Отечеству. Заслуги Петра Олейника на войне и безупречная служба в органах внутренних дел были отмечены многими высокими государственными наградами. Можно сказать, что в МВД Союза пришел незаурядный руководитель с глубоким пониманием избранной профессиональной деятельности. Он, как и бывший до него Викторов, был единственным в составе руководства МВД СССР знатоком юриспруденции, имевшим высшее юридическое образование и ученую степень кандидата юридических наук, что, безусловно, имело значение для успешного активного участия руководства МВД СССР в законотворческом процессе в высших органах власти и управления Союза.
В общую и практическую служебную деятельность министерства он включился сразу. Познакомился с начальниками подчиненных главков, управлений, учреждений, проехал по местам их размещения. Например, он приезжал в службу БХСС (я в то время работал заместителем начальника этой службы) на Садово-Сухаревскую улицу. Вместе с начальником УБХСС МВД СССР П. Ф. Перевозником новый заместитель министра обошел все служебные кабинеты, где ему были представлены работавшие сотрудники. Оставил впечатление глубокомысленного и вежливого руководителя.
Заметным его первоначальным шагом стало активное участие в проведении по инициативе секретаря парткома генерала В. С. Свистунова собрания партийного актива заинтересованных служб МВД Союза по проблемам обеспечения сохранности государственного и общественного имущества и улучшении их взаимодействия на этом направлении (приняли участие службы БХСС, уголовного розыска, транспортной милиции, вневедомственной, пожарной охраны, следственного управления). На собрании актива с докладом выступил заместитель министра П. А. Олейник. Доклад был обстоятельным, основан на материалах служб, установках министра Н. А. Щелокова, требованиях того времени партии и правительства, а Олейник был воспринят как достойный представитель руководства МВД СССР. Обсуждение доклада и принятие постановления собрания актива в определенной мере оживило деятельность сотрудников-коммунистов на указанных направлениях. Отмечено участие в данном мероприятии заместителя министра генерала Ю. М. Чурбанова, но публичного мнения по этим вопросам им высказано не было.
Пётр Александрович, зримо проявлял себя умелым руководителем в деле анализа, оценки фактического положения дел на местах и выбора средств воздействия на возникшую ситуацию в том или ином ОВД-УВД, ГУВД. Он внимательно знакомился с докладываемыми подведомственными службами материалами: аналитическими записками, справками о проверках, сам выезжал на места по поручениям министра или по собственной инициативе, мог непосредственно получать информацию, требующую его вмешательства.
По результатам ознакомления с представленной информацией и выездами в отдельные регионы он на совещаниях и встречах с руководящим составом обязательно делился своими впечатлениями и соображениями о необходимости принятия дополнительных мер. Нужно отметить, что после ознакомления с положением дел в органах внутренних дел в глубинке российского Нечерноземья, в местностях Крайнего Севера или Дальнего Востока он подчеркивал, что многие сотрудники органов внутренних дел в таких местностях самоотверженно несут службу в сложных географических, климатических, экономических и социальных условиях; они зачастую нуждаются не столько в проверке их деятельности, сколько в поддержке из центра, оказании их органам и подразделениям помощи в укреплении кадрами, повышении их профессионализма, улучшении материально-технического обеспечения и, прежде всего, служебными помещениями, средствами транспорта, связи и жилищами.
В то же время он был непримирим с фактами неисполнительности, недисциплинированности, отступления от закона. На совещаниях, проходившим с его участием, он всегда таким случаям давал острую оценку. В 1979 году группа сотрудников УБХСС министерства проверила с выездом на место деятельность УВД одной из приуральских областей по выполнению приказов МВД СССР об усилении борьбы с посягательствами на государственное и общественное имущество. Было установлено, что руководители УВД, службы БХСС, горрайорганов не приняли необходимых мер к реализации требований министерства, серьезно ослабили работу по предупреждению и пресечению хищений в сельском хозяйстве, строительстве, торговле, вследствие чего на многих объектах указанных отраслей возросли убытки от растрат и недостач. Все материалы проверки были рассмотрены на совещании руководящего состава УВД и аппарата БХСС, а в Москве доложены Олейнику. Рассмотрев данные материалы, он принял решение заслушать на оперативном совещании у заместителя министра внутренних дел СССР отчет по данному вопросу начальника областного УВД. Однако дальнейшие события развернулись не по намеченному сценарию. Начальник областного УВД того времени, сославшись на недомогание, в Москву не приехал, а прислал своего заместителя, через которого известил о том, что он приболел. Петр Александрович вопрос с обсуждения не снял: заслушали информацию зам. начальника УВД, мое сообщение о фактах безответственного отношения руководства УВД к организации работы на обсуждаемом направлении, выступления некоторых других участников совещания. Вел он совещание ровно, без надрыва, дал острую, негативную оценку действиям (а точнее бездействию) и поведению руководителей областного управления, установил срок устранения выявленных серьезных упущений в организации борьбы с посягательствами на народное добро.
По окончании мероприятия Петр Александрович попросил меня остаться. Состоялся разговор по обсуждавшемуся вопросу. Он высоко оценил качество проведенной проверки, одобрительно отозвался о подготовленных к совещанию документах, но был разочарован неявкой недисциплинированного начальника областного УВД. Ведь он имел возможность сообщить о своем заболевании заместителю министра, и он бы перенес заслушивание его отчета на другое время. Я понимал внутреннее недоумение Петра Александровича, его расстроенность тем, что начальник УВД публично проигнорировал его требование отчитаться за работу по выполнению приказа министра на порученном ему, заместителю, направлении работы. Не в свое оправдание и не в его утешение, я в заключение сказал, что, к сожалению, такие «ловкачи», возомнившие себя князьками, водятся не только в Приуралье, а встречаются и в других местах. И таких руководителей следует выводить на «чистую воду и приструнивать». Он промолчал, но было очевидным, что о последнем я мог бы и не говорить, ему и так все было ясно.
Являясь сподвижником министра в дальнейшем развитии реформ в системе МВД Союза, Петр Олейник значительное внимание уделял вопросам повышения эффективности в решении служебных задач на основе всестороннего использования в практической деятельности органов внутренних дел достижений науки и техники. Он активно поддерживал взятый министром Щелоковым курс на систематическое проведение и участие в работе научных конференций по наиболее актуальным направлениям. Хорошо помню, под руководством и при участии Олейника проводились: ведомственная научно-практическая конференция руководящих работников аппаратов БХСС республик, краев и областей и научных специалистов по вопросам совершенствования профилактической и оперативно-розыскной деятельности по усилению борьбы с посягательствами на социалистическую собственность (г. Горький, 1979 г.); межведомственная конференция по проблемам улучшения работы по охране правопорядка и усилении борьбы с правонарушениями (г. Тверь, 1981 г.). Он возглавлял делегацию СССР, принимавшую участие в XIII Международном криминалистическом симпозиуме, проходившем в г. Будапеште в 1982 году. В первом мероприятии я совместно с известными учеными Г. К. Синиловым и К. Е. Игошевым принимал участие в подготовке научно-практических рекомендаций по обсужденной теме. Проект данного документа был изучен, одобрен Олейником и принят конференцией.
В 1981 году в Твери состоялась вышеуказанная межведомственная конференция, подготовленная Прокуратурой СССР и МВД СССР. Сопредседателями этой конференции были заместитель Генерального прокурора СССР Найденов Виктор Васильевич и заместитель Министра внутренних дел СССР Олейник Петр Александрович. По его инициативе помимо научных специалистов, ученых разного профиля, была приглашена группа руководящих работников системы МВД. Среди них были заместитель начальника ГУУР МВД СССР Алексеев, начальники УВД Горьковской области Ю. А. Усачев, УВД Челябинской области А. Т. Руденко и некоторые другие. Я был приглашен от ГУВД Московской области, где в то время работал первым заместителем начальника Главка. Во время первого перерыва Петр Александрович неожиданно пригласил к себе вышеназванных руководителей и сказал: «Хлопцы, конференция углубилась в теоретические дебри, удалились от злободневных практических проблем, а это и не правильно, и скучновато для участников. Надо вам включиться в ход конференции и выступить». Из нашей группы первым выступил Руденко, который, можно сказать, красочно охарактеризовал несовершенство и недостаточность правовых средств для пресечения распространенных в области антиобщественных проявлений. Выступал на той конференции и я. В своем выступлении постарался привлечь внимание участников к вопросам организации раскрытия преступлений, представляющей собой сложный трудоемкий процесс, требующий комплексного использования возможностей органов внутренних дел и следственного аппарата и поделился опытом поиска и конструирования оптимальной организационно-управленческой модели быстрого раскрытия преступлений на начальном этапе расследования. Выступили и некоторые другие товарищи из системы МВД. На конференции после наших выступлений, развернулась более оживленная полемика, и в целом Петр Александрович остался доволен итогами конференции. Материалы проведенной Прокуратурой СССР и МВД СССР конференции были опубликованы во Всесоюзном Вестнике научной информации.
Назначение П. А. Олейника на должность заместителя министра Союза в значительной мере предопределялось и его потенциальными возможностями оказания положительного воздействия на повышение уровня оперативно-розыскной работы по раскрытию неочевидных тяжких, а также замаскированных экономических преступлений. Все, что было в его возможностях, он исключительно добросовестно делал и прилагал немалые усилия по достижению прогресса в этой негласной сфере.
Можно было заметить, что заместитель министра непосредственно сам «черпал» неофициальную информацию, что называется из первых уст. Иногда он делился такой информацией с руководящими работниками оперативных служб, но никогда не позволял себе (не в пример некоторым руководителям) в популистских целях «базарить» ею. Комментарий при этом он давал хорошим литературным служебным языком и никогда не опускался до уровня разговорной речи осужденных лиц. Это было поучительно.
В его выступлениях на совещаниях и конференциях, беседах с оперативными сотрудниками, в опубликованных научных трудах и статьях, особенно по вопросам обеспечения неотвратимости наказания за совершение преступлений, четко прослеживалась научная система взглядов на пути повышения значения оперативно-розыскной деятельности органов внутренних дел в выявлении, предупреждении и раскрытии преступлений, поиске и установлении лиц, их совершивших. П. А. Олейник постоянно призывал оперативный состав к достижению высокого профессионализма на основе специализации, умения, исключительного трудолюбия, целеустремленности, накопления позитивного опыта. Приоритетным в совершенствовании оперативного мастерства он считал систематическую работу оперативника над собой, поддержании постоянной адекватности, соответствии его познаний и умения с современным уровнем криминалистических специальных методов и приемов раскрытия преступлений, применения научно-технических средств и техники в обнаружении, собирании, хранении и исследовании доказательств. Он придавал большое значение овладению оперативными сотрудниками знанием возможностей информационного процесса – сбора, накопления, поиска, и использования оперативной информации с применением новейших технологий и средств вычислительной, компьютерной техники и связи.
Его постоянным требованием было (или как он чаще всего выражался: «категорически требую») неукоснительное соблюдение в оперативно-розыскной деятельности законов и соответствующих им ведомственных нормативных правовых актов. Законность и профессиональная этика лучше всего характеризуют честь оперативного сотрудника и престиж его профессии.
Вместе с тем, П. А. Олейник сознавал, что настало время серьезно заняться качественным усовершенствованием правовых и организационных основ оперативно-розыскной деятельности в системе МВД СССР, которая регулировалась устаревшими ведомственными нормативными правовыми актами. В этих целях в МВД СССР была создана комиссия в составе специалистов оперативных служб и ученых во главе с П. А. Олейником. Однако, как это следует из воспоминаний генерала В. М. Бурыкина, ее деятельность не увенчалась успехом по субъективным причинам. В 1983 году в составе руководства МВД СССР были министр и его заместители, но, как оказалось, они не были соратниками. Новый министр В. В. Федорчук, обладавший уникальным опытом оперативной работы органов госбезопасности, не поддержал в данном вопросе своего заместителя П. А. Олейника — признанного знатока оперативно-розыскной деятельности в органах внутренних дел.
Несомненно, что Петр Александрович в то время безошибочно определил свою личную служебную перспективу, счел неприемлемой для себя и ущербной для министерства противоречивую концепцию дальнейшего развития системы МВД СССР. Как стойкий воин Отечества, заслуженный ветеран органов внутренних дел Союза, честный и принципиальный человек он вышел в отставку. Ушел со службы спокойно и с личным достоинством. Он не ходил с какими-либо просьбами по кабинетам во властных инстанциях, не выпрашивал себе никаких льгот и иных персональных благ. Он, как и другие порядочные государственные служащие, довольствовался положенным ему по закону пенсионным обеспечением и ветеранской поддержкой.
Таким замечательным человеком и образцовым руководителем-реформатором системы МВД СССР, верным соратником министра Н. А. Щелокова, он остался в памяти его современников.

### Звания
- Комиссар милиции 2-го ранга;
- Генерал-полковник внутренней службы.